# La maschera della morta
La maschera della morta è un film prodotto nell'aprile 1915 dalla Volsca Films di Velletri per la regia di Carlo Simoneschi, con Lola Visconti Brignone.